# Grasse
Grasse (Grassa en idioma occitano, Grasso según la norma mistraliana) es una localidad y comuna francesa, situada en el departamento Alpes-Marítimos, del cual es una de sus subprefecturas, en la región de Provenza-Alpes-Costa Azul.
Grasse, capital de la región de la Provenza Oriental, destaca como centro mundial de la industria dedicada a la elaboración de perfumes y fragancias. La localidad de Grasse sirve de escenario de gran parte de la novela El perfume, de Patrick Süskind.

## Historia
Grasse figura en los planisferios desde la Edad Media, a principios del siglo XI, y desde el siglo XII posee una activa actividad comercial. La ciudad ha conservado la estructura urbana de esta época: un promontorio donde se encuentra el edificio más importante, símbolo del poder, la catedral, en torno al cual se organiza la red de callejuelas estrechas. Su posición estratégica entre mar y tierra la ha convertido en un dinámico centro comercial, pero también administrativo y judicial. Pasó al Reino de Francia a la muerte de Carlos V de Maine, conde de Provenza en 1481.
Se convierte en una gran ciudad fortificada debido a que Niza y su condado pertenecían al Ducado de Saboya, gracias a la importancia del comercio de pieles. Aunque este fue sustituido rápidamente por el veloz desarrollo de la perfumería, que se convertirá a finales del siglo XVIII en la base de una importante industria que ha llegado hasta nuestros días. Y todo gracias a un importante cultivo de flores favorecido por el microclima particular de la zona. La perfumería moderna, nacida a finales del siglo XIX con los primeros usos de productos de síntesis, desarrolla en el siglo XX. Houbigant y Guerlain son los primeros que utilizan los productos de síntesis. Abren la vía a las grandes creaciones del siglo XX. François Coty, padre de la perfumería moderna, utiliza corrientemente los "Absolutos" naturales,  que conjuga con nuevos productos de síntesis.

## Demografía
| 11 604 | 12 521 | 12 262 | 12 553 | 10 906 | 12 825 | 11 676 | 11 802 | 11 764 | 12 015 | 12 241 | 12 560 | 13 087 | 12 087 | 12 157 | 14 015 | 15 020 | 15 429 | 20 305 | 19 704 | 16 923 | 19 765 | 21 027 | 20 481 | 21 217 | 22 187 | 26 258 | 30 907 | 34 579 | 37 673 | 41 388 | 43 874 | 50 257 |
| Para los censos de 1962 a 1999 la población legal corresponde a la población sin duplicidades (Fuente: INSEE [Consultar]) |        |        |        |        |        |        |        |        |        |        |        |        |        |        |        |        |        |        |        |        |        |        |        |        |        |        |        |        |        |        |        |        |

## Cultura y lugares de interés
En Grasse existen tres grandes Casas dedicadas a la industria del perfume: Galimard desde 1747, Molinard desde 1849 y Fragonard desde 1926 que ofrecen recorridos diarios para mostrar las diferentes etapas en la fabricación de perfumes y esencias. En ellas podemos encontrar museos, cafés y tiendas.
Desde 1989 se inauguró el Museo Internacional de la Perfumería, único en su clase, dedicado a promover la herencia histórica de las esencias, aromas y perfumes. Además de conocer la historia de las tres grandes Casas productoras de la perfumería, se pueden hacer paseos y disfrutar de bellos olores en los jardines donde se cultivan de forma tradicional las rosas, jazmines, lavandas, nardos, geranios, violetas y otras flores de diferentes partes del mundo.
Este museo da testimonio y cubre cada aspecto de la historia e industria de la fragancia; como la materia prima, fabricación, innovación, mercadotecnia, diseño y exportación.
La catedral de Notre Dame du Puy fundada en el siglo XI tiene en su interior tres cuadros de Rubens y uno del pintor de Grasse Jean-Honoré Fragonard.

## Otros sitios de interés
- Museo de Arte e Historia de Provenza
- Iglesia de Plascassier, construida en 1644

## Localidades hermanadas
- Ingolstadt,  Alemania
- Opole,  Polonia
- Ariana,  Túnez
- Carrara,  Italia
- Murcia,  España
- Marblehead, Massachusetts,  Estados Unidos

## La perfumería: actividad histórica
En la Edad Media, Grasse se especializa en el curtido del cuero. Una vez zurrados, los cueros son a menudo exportados hacia Génova o Pisa con la que Grasse había hecho una alianza comercial. Varios siglos de esta actividad intensa fueron los testigos de numerosos progresos técnicos de las industrias de curtiduría. Los cueros de Grasse adquirieron una reputación de alta calidad. Pero el cuero huele mal, cosa que no le gusta a la nobleza que lleva guantes de este material. Es Galimard, curtidor de Grasse quien tiene la idea de crear guantes de cuero perfumados. Le ofrece un par a Catalina de Médicis que es seducida por el regalo. Desde entonces, el producto se difunde en la Corte y en toda la alta sociedad e hizo de Grasse una fama mundial. El siglo XVII es la gran época de los "Guanteros Perfumistas". Pero las tasas sobre el cuero y la competencia de Niza hicieron decaer la industria y al cuero sucedió el perfume.
Los olores raros del país de Grasse (lavanda, mirto, jazmín, rosa, flor de azahar salvaje, mimosa) hicieron ganar a Grasse el título de capital mundial del perfume. El jazmín ocupaba hace todavía algunas décadas una mano de obra importante: las flores debían ser recogidas a mano al amanecer, en el momento en el que su perfume es el más desarrollado, para ser tratadas inmediatamente por maceración.
Todavía hoy, la perfumería es el principal polo industrial de Grasse. Una red de unas sesenta empresas que emplean 3500 personas en la ciudad y los alrededores. Contando los empleos inducidos son cerca de 10 000 grassois que viven de los perfumes. Casi la mitad del impuesto sobre los rendimientos del trabajo de la ciudad proviene de este polo industrial que supera al turismo y los servicios.
La actividad de la perfumería en Grasse va de la producción de materias primas naturales (aceites esenciales, aceites concretos, aceites absolutos y resinoides, y de destilación molecular) a la fabricación de concentrado, llamado también el zumo. Es el concentrado que diluido en, por lo menos, el 80% de alcohol permite conseguir el perfume. Los aromas alimentarios, que se desarrollan desde los años 1970, cuentan para más de la mitad de las salidas de la producción. El estanque de Grasse todavía tiene un papel importante en el mundo de la perfumería, representa cerca de la mitad de la actividad francesa de la perfumería y de los aromas y alrededor del 7-8% de la actividad mundial.
Durante los años 1960 y 1970 los grandes grupos internacionales progresivamente rescataron las fábricas locales familiares (Chiris, Givaudan-Roure y Lautier por ejemplo). La producción a menudo ha sido deslocalizada. Hace todavía 30 años la inmensa mayoría de las empresas se enfocaban en la producción de materias primas. Sin embargo un perfume contiene en nuestros días una mayoría aplastante de productos químicos sintéticos. Las empresas pues se adaptaron volviéndose hacia los aromas alimentarios. Frente a las multinacionales de la química, las industrias grassoises no pueden rivalizar, sacan provecho sin embargo de ventajas de talla tales como el conocimiento de las materias primas, las instalaciones, los subcontratistas, etc. Además, de grandes marcas como Chanel poseen sus propias plantaciones de rosas y de jazmines en Grasse.

## Personalidades
- Jean-Honoré Fragonard, pintor, uno de los más destacados de la época Rococó.
- Édith Piaf, cantante, murió en la localidad.
- Jean Henri Jaume Saint-Hilaire, naturalista y artista.
- Michèle Mouton, piloto de rally.
- Sophie Taeuber-Arp, pintora y escultora, residió en la localidad.
- Albert Charpin, pintor.
- Consuelo de Saint Exupéry, pintora, escritora, y escultora, residió y falleció en la localidad.